# Ozyptila khasi
Ozyptila khasi là một loài nhện trong họ Thomisidae.
Loài này thuộc chi Ozyptila. Ozyptila khasi được Benoy Krishna Tikader miêu tả năm 1961.